# 7308 Хатторі
7308 Хатторі (7308 Hattori) — астероїд головного поясу, відкритий 31 січня 1995 року.
Тіссеранів параметр щодо Юпітера — 3,216.